# 布拉迪斯拉发美术设计学院
布拉迪斯拉发美术设计学院 (VŠVU)是一所位于斯洛伐克首都布拉迪斯拉法的公立艺术大学，成立于1949年。